# 310
Năm 310 là một năm trong lịch Julius. 